# اردوگاه کار اجباری شبنیه
اردوگاه کار اجباری شبنیه یک اردوگاه کاری بود که در طی جنگ جهانی دوم توسط آلمان نازی در دولت عمومی در جنوب شرقی لهستان اشغالی تأسیس شد. این اردوگاه در نزدیکی شهر شبنیه حدود ۱۰ کیلومتری شرق یاسوو و ۴۲ کیلومتری جنوب غربی ژشوف قرار داشت. این تأسیسات در سال ۱۹۴۰ در اصل به عنوان اصطبل اسب برای ورماخت، در نزدیکی ساختمان محل استقرار افسران آلمانی ساخته شد. در طول فعالیت این اردوگاه، هزاران تن در آنجا از جمله اسیران جنگی شوروی، یهودیان لهستانی، لهستانی‌تبارهای غیر یهودی، اوکراینی‌ها و مردم کولی در آنجا از میان رفتند. در ۸ سپتامبر ۱۹۴۴، نیروهای شوروی به بقایای سوخته شده اردوگاه وارد شد.

## تاریخچه
این اردوگاه مساحتی حدود ۱۰ هکتار با ۳۵ پادگان را در بر می‌گرفت. ابتدا، اردوگاه برای نگهداری حدود ۶۰۰۰ سرباز اسیرشده ارتش سرخ در اواخر ژوئن ۱۹۴۱ برپا شد، که پس از اجرای عملیات بارباروسا در منطقه تحت کنترل شوروی لهستان اشغالی اسیر شده بودند. این اسیران ۲۰ پادگان نخست را با تخت‌های سه‌طبقه ساختند (جا برای همه کافی نبود). بیشتر آن‌ها در زمستان و گرما و بدون لباسشویی و حمام به دلیل بیماری و گرسنگی از میان رفتند؛ تا بیشینه ۲۰۰ کشته در روز. تنها کسی که با شجاعت به بیماران در هنگام شیوع تیفوس کمک می‌کرد، زنی جوان به نام هلنا گورایسکا بود که در سال ۱۹۴۲ خود به دلیل بیمار شدن به تیفوس جان داد. برخی دیگر از افراد محلی نیز مواد غذایی پخش می‌کردند.
در بهار سال ۱۹۴۳ اردوگاه به عنوان اردوگاه کار اجباری برای لهستانی‌ها، یهودیان، اوکراینی‌ها و کولی‌ها به فعالیت دوباره پرداخت. نخستین زندانیان تازه‌وارد با قطارهای هولوکاست از گتوهای سراسر لهستان اشغالی به اردوگاه رسیدند. در ماه اوت، ۱۰۴۰ تن در آنجا نگهداری می‌شدند. در پاییز سال ۱۹۴۳ تعداد زندانیان به ۵۰۰۰ تن، از جمله یهودیان و غیر یهودیانی از ژشوف، تارنوف، بوخنیا، یاسوو، فرشتاک، دوکلا و پوستکوف، رسید. آن یهودیانی که به عنوان کاپوهای اردوگاه گماشته شده بودند ناچار به حفظ نظم و انضباط و اعمال شکنجه گشتند. سرانجام، اردوگاه حدود ۱۰٬۰۰۰ تبعیدی را، شامل مرد، زن و کودک، در خود جای داد. برخی از زندانیان در خیاطی ارتش آلمان استخدام شدند، اما بیشتر آنها در کارهای مختلف بر روی زمین در اطراف منطقه کار می‌کردند. در گودال شن، در مزرعه اس‌اس، در پالایشگاه نفت در نیگ‌ووویتسه، و در «پناهگاه هیتلر» در استمپینا. این اردوگاه توسط سیم‌های خاردار با شش برج نگهبانی و چراغ‌های جستجو در اطراف دوره شده بود.
از فرماندهان اردوگاه می‌توان به اونتراشتورمفورر آنتون شیدت، هاوپت‌اشتورمفورر هانس کلرمان، و اس‌اس-هاوپت‌اشتورمفورر کارل بلانک (آخرین فرمانده، تنها برای دو هفته) اشاره کرد. سرقت طلا و پول جمع‌آوری شده برای ثروت‌اندوزی شخصی روشی معمول در میان فرماندهان این اردوگاه کار اجباری بود. دو تن از آنها، کخ و فلورشتت هر دو از مایدانک، در آوریل ۱۹۴۵ به همین دلیل توسط اس‌اس اعدام شدند. در طول دوره فعالیت اردوگاه، فرماندهان در عمارت گورایسکی اقامت داشتند، و چندین بار در هفته مهمانی‌های شراب‌نوشی برای اس‌اس برگزار می‌کردند و تعداد زیادی از «خدمتکاران خانه» جذاب یهودی و غیر یهودی را به دام می‌انداختند.

## برچیده شدن

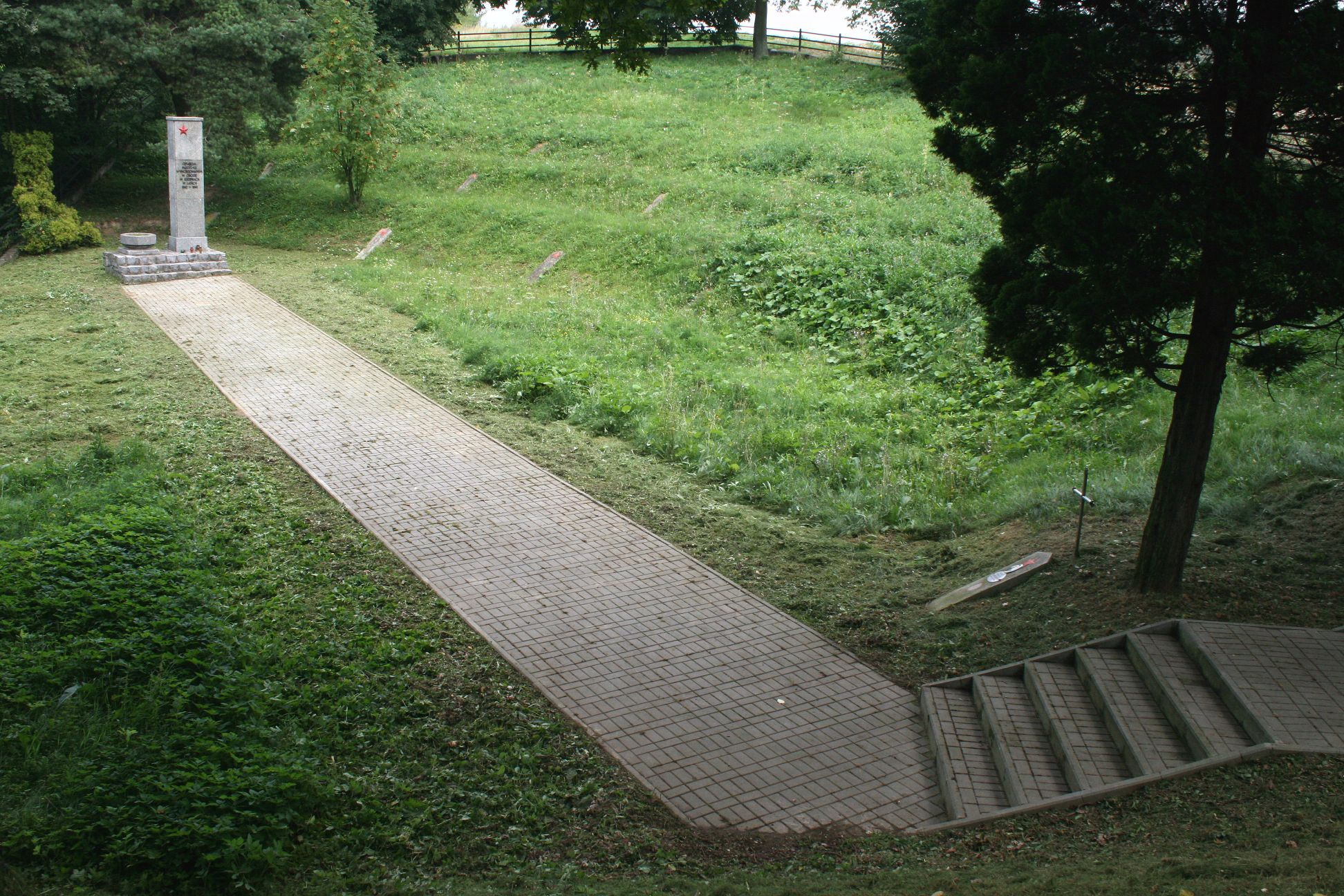
گورستان مربوط به جنگ جهانی دوم در بیه‌روفکا با گورهای بی‌نشان.

در اوت ۱۹۴۳، یهودیان از دیگر زندانیان جدا شده و در منطقه‌ای ویژه یهودیان در ضلع شمالی اردوگاه و پشت حصار سیم خاردار قرار داده شدند. سپس، به دستور اس‌اس-هاوپت‌اشتورمفورر آمون گوت از اردوگاه پلاشوف، حدود دو هزار تن از ایشان در اعدام‌های دسته‌جمعی در جنگل دوبروچووا در حوالی پاییز و زمستان ۱۹۴۳ به قتل رسیدند. حدود ۷۰۰ یهودی تنها در یک روز در ۲۲ سپتامبر ۱۹۴۳، و در حالی که پیش از مرگ ناچار به درآوردن لباس‌های خود شده بودند، کشته شدند. بدن آنها تا پایان ماه در محل سوزانده شد. در ۶ اکتبر، گروه دیگری شامل ۵۰۰ یهودی تیرباران و سپس سوزانده شدند. در ۵ نوامبر ۱۹۴۳، حدود ۲۸۰۰ یهودی در قطارهای هولوکاست بارگیری شدند تا در اردوگاه آشویتس کشته شوند. از این میان، هفت تن توانستند فرار کنند. تا فوریه ۱۹۴۴ تنها ۸۰ یهودی در اردوگاه باقی مانده بودند. آنها به کراکوف-پلاشوف منتقل شدند. بیشتر زندانیان غیر یهودی باقیمانده، به استثنای ۳۰۰ تن از ضعیف‌ترین‌ها، میان ۱۴ تا ۲۵ اوت ۱۹۴۴ به سوی غرب در اردوگاه گربوف فرستاده شدند.
این اردوگاه به‌طور موقت به مدت چهار ماه (میان فوریه و ژوئیه ۱۹۴۴) برای نگهداری تعداد بیشتری اسیر شوروی مورد استفاده قرار گرفت. اردوگاه در این هنگام به نام Stalag 325 معروف بود، اگرچه در سال ۱۹۴۲ به Stalag 327 معروف بود، اما به ظاهر نام‌گذاری آن توسط دولت آلمان به شکل متوالی صورت نگرفت. اسیرشدگان در نزدیکی اردوگاه توسط سربازانی از لشکر ۱۴ وافن اس‌اس اوکراین تیرباران شدند، که به ویژه به همین منظور از مرکز آموزش نیروهای اس‌اس در پوستکوف به آنجا آورده شده بودند. بعدها، بیشتر پادگان‌های اردوگاه در آتش سوزانده شدند. بقایای این اردوگاه توسط ارتش سرخ شوروی در ۸ سپتامبر ۱۹۴۴ فتح شد. از آنجا که از مکان اردوگاه به‌طور قانونی پاسداری نشد، مصالح ساختمانی قابل استفاده سرانجام از آن به دیگر مناطق منتقل شدند.